# Народна поліція (Албанія)
Народна поліція (алб. Policia Popullore) — головний правоохоронний орган Народної Соціалістичної Республіки Албанія у 1945—1991 роках. Став наступником такого правоохоронного органу міжвоєнної Албанії, як Королівська албанська жандармерія. На відміну від служби державної безпеки Сігурімі Народна поліція відповідала за громадську безпеку країни. Підпорядковуючись Міністерству внутрішніх справ, виконувала функцію характерної для країн соцтабору комуністичної міліції в добу холодної війни. Здебільшого асоціюється з епохою Ходжі. Розформована 1991 року після зміни форми державного правління в Албанії.

## Історія
Народну поліцію засновано 14 травня 1945 року та юридично оформлено як правоохоронний орган законом тимчасового післявоєнного уряду № 144 від 30 серпня 1945 року. Народна поліція у своїй діяльності наслідувала типову для інших комуністичних держав Східного блоку міліцію. Від самого початку поліція створювалася для забезпечення комуністичного контролю над широкими верствами населенням, тому до 1947 році вона істотно розширилася завдяки збільшенню фінансування та ресурсів, які виділяла їй держава, насамперед для захисту промисловості та підтримання контролю над сільськими районами Албанії. Народна поліція утворила 36 місцевих відділень за кількістю округів (алб. rreth). Ці територіальні підрозділи відрізнялися розміром залежно від чисельності населення відповідного округу.
У 1951 році народна поліція стала об'єктом бомбового нападу в Ельбасані, від якого загинув начальник албанської поліції Салі Ормені. Гадають, що це була операція під фальшивим прапором.
1982 року антикомуністичний партизанський загін Джевдета Мустафи незаконно перетнув албанський кордон і вбив чотирьох поліціянтів, що неминуче призвело до створення загону спеціального призначення, відомого під назвою «Сампістет» або Підрозділ 326. Від того року Підрозділ 326 виконував роль спеціальних сил поліції пізнього комуністичного періоду на додачу до функцій боротьби з масовими заворушеннями, наданих йому в 1990 році.
До 1989 року загальна структура Народної міліції розгалузилася на п'ять напрямів: поліція економічного спрямування, поліція зв'язку, пожежна поліція, поліція виконання покарань і загальна поліція. Попри те, що функції загальної поліції та Сігурімі накладалися одна на одну, Народна поліція здебільшого функціонувала на місцевому, а не національному рівні (на відміну від Сігурімі). Всі співробітники Народної поліції, незалежно від того, на якому напрямі вони працювали, мали бути членами Партії праці. Подібно до військовиків, правоохоронцям довелося пережити значні зміни і реформи, коли в епоху Ходжі Албанія регулярно змінювала  політичні союзи з основними комуністичними державами доби холодної війни.
До 1991 року Народна поліція офіційно послаблюється через бюджетні обмеження та зростання антиурядових настроїв. Раміз Алія і владна партія з метою зменшити навантаження на обмежений бюджет держави вирішили скоротити особовий склад на 30%. До липня 1991 року Народну поліцію було офіційно розпущено разом із Сігурімі. Її правонаступницею стала державна поліція. Значну частину особових справ дисидентів було знищено.

## Структура
Народна поліція здебільшого виконувала місцеві правоохоронні функції, хоча й підпорядковувалася Міністерству внутрішніх справ Албанії. Взагалі служба в Народній поліції для членів партії була обов'язковою і зазвичай тривала три роки.
Поліція поділялася на такі складові частини:
- Загальна поліція — насамперед відповідала за протидію злочинним елементам у суспільстві, а також за подолання політичного дисидентства. Була найбільшим підрозділом Народної поліції, поділяючись на 36 територіальних (окружних) відділень. Її основна роль полягала в розслідуванні злочинів, зокрема порушень правил дорожнього руху. Загальна поліція часто в загальних розслідуваннях співробітничала з Сігурімі, а у великих містах утримувала відділи внутрішньої безпеки і досьє на інакодумців та інших громадян.
- Поліція економічного спрямування у першу чергу займалася охороною промислових комплексів Албанії, підтримуючи безпеку на цих об'єктах і забезпечуючи загальне дотримання робітниками виробничих норм. Вона також охороняла державні будівлі, споруди, будівництва та державні підприємства.
- Поліція зв'язку перш за все охороняла телекомунікації комуністичної Албанії, мости, залізниці, телефонні та телеграфні мережі. Крім того, часто прослуховувала телефони, щоб знати, про що спілкується населення.
- Пожежна поліція, теж належачи до Народної поліції, здебільшого виконувала функції пожежогасіння та допомоги в разі стихійних лих.
- Поліція виконання покарань — створена 1947 року, головним чином відповідала за утримання мережі виправних колоній Албанії та нагляд за ув'язненими. Її обов'язком також було придушувати бунти в'язнів.
- Допоміжна сільська поліція — заснована 1947 року і закріплена законом у 1948 році, складалася з призваних військовозобов'язаних чоловіків, які здебільшого співпрацювали з Народною поліцією. На відміну від трирічного строку служби в Загальній поліції в Допоміжній сільській поліції служили два місяці на рік без відриву від основної роботи, а співробітники в разі потреби становили додатковий людський резерв Народної поліції. Вони також слугували містком між державою та сільськими місцевостями Албанії, які важко піддавалися прямому контролю з боку уряду.